# Porcelette
Porcelette (deutsch Porzelet, 1940–1944 Grünwald, lothringisch Porzelett) ist eine französische Gemeinde mit 2435 Einwohnern (Stand 1. Januar 2022) im Département Moselle in der Region Grand Est (bis 2016 Lothringen). Sie gehört zum Arrondissement Forbach-Boulay-Moselle.

## Geografie
Porcelette liegt unweit der Grenze zum Saarland. Nachbargemeinden sind Ham-sous-Varsberg im Norden, Diesen im Nordosten, Saint-Avold im Südosten sowie Boucheporn im Südwesten.

## Geschichte
Porcelette wurde 1611 von einem französischen Geistlichen, dem Abbé Jean des Porcelets de Maillane gegründet und ist auch nach ihm benannt. Im Deutsch-Französischen Krieg wurde Porcelette aufgrund der nahen Grenze früh von deutschen Truppen erobert. Durch den Frieden von Frankfurt am Main 1871 kam das Dorf zum neu gegründeten Deutschen Reich. Der Ortsname Porcelette blieb auch im Reichsland Elsaß-Lothringen in seiner ursprünglich französischen Schreibweise bis in den Ersten Weltkrieg hinein unangetastet. Aufgrund der starken antifranzösischen Stimmung im Deutschen Reich wurde der Ortsname am 2. September 1915 amtlich in Porzelet geändert und somit der Aussprache im Lothringer Platt angepasst.

### Wappen
Der Krummstab im Gemeindewappen erinnert an die Gründung des Dorfes durch Jean VII. Porcelet de Maillane (1609–1624'), Bischof von Toul und Abt von Sankt Arnulf, das Schwert ist das Symbol des Domkapitels von Metz, von dem Porcelette abhängig war. Die Grubenlampe erinnert an die Tradition des Steinkohlebergbaus. Das Wildschwein (französisch: porce = Schwein) ist der „redende“ Teil des Wappens.

### Bevölkerungsentwicklung
| Jahr      | 1962 | 1968 | 1975 | 1982 | 1990 | 1999 | 2007 | 2019 |
| Einwohner | 1553 | 1659 | 1918 | 2097 | 2322 | 2458 | 2467 | 2478 |

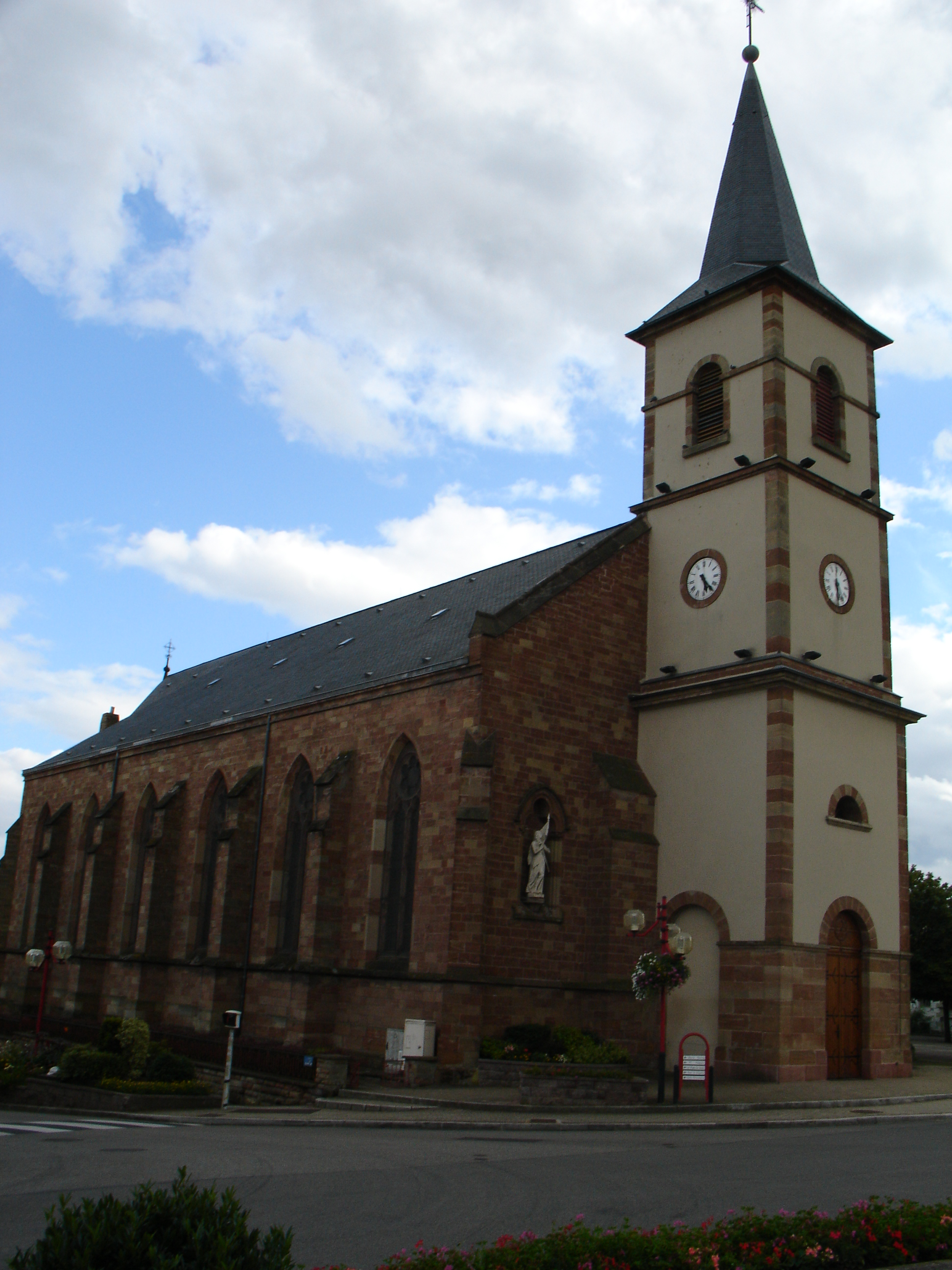
Kirche Croix-Glorieuse
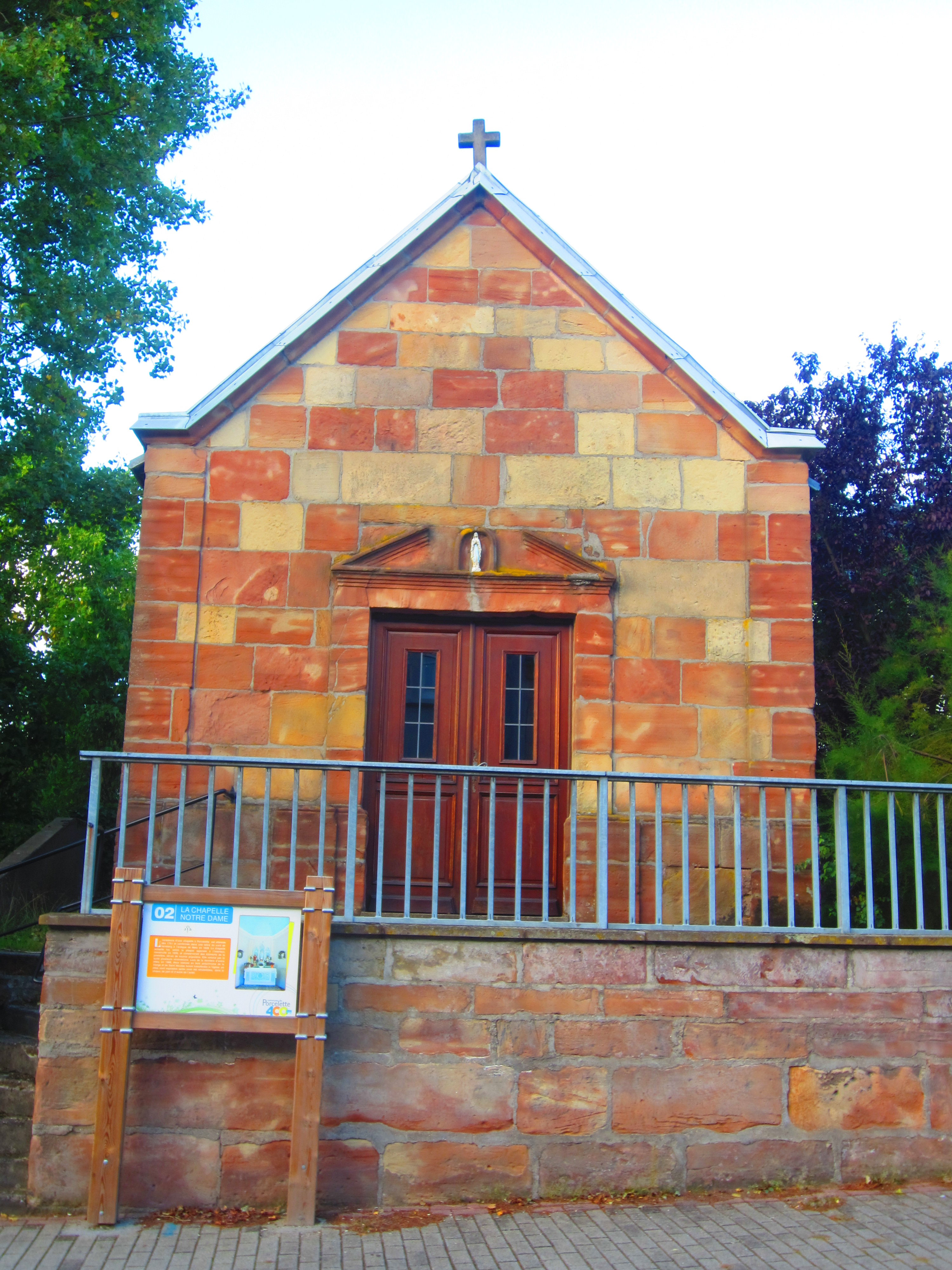
Kapelle Notre-Dame
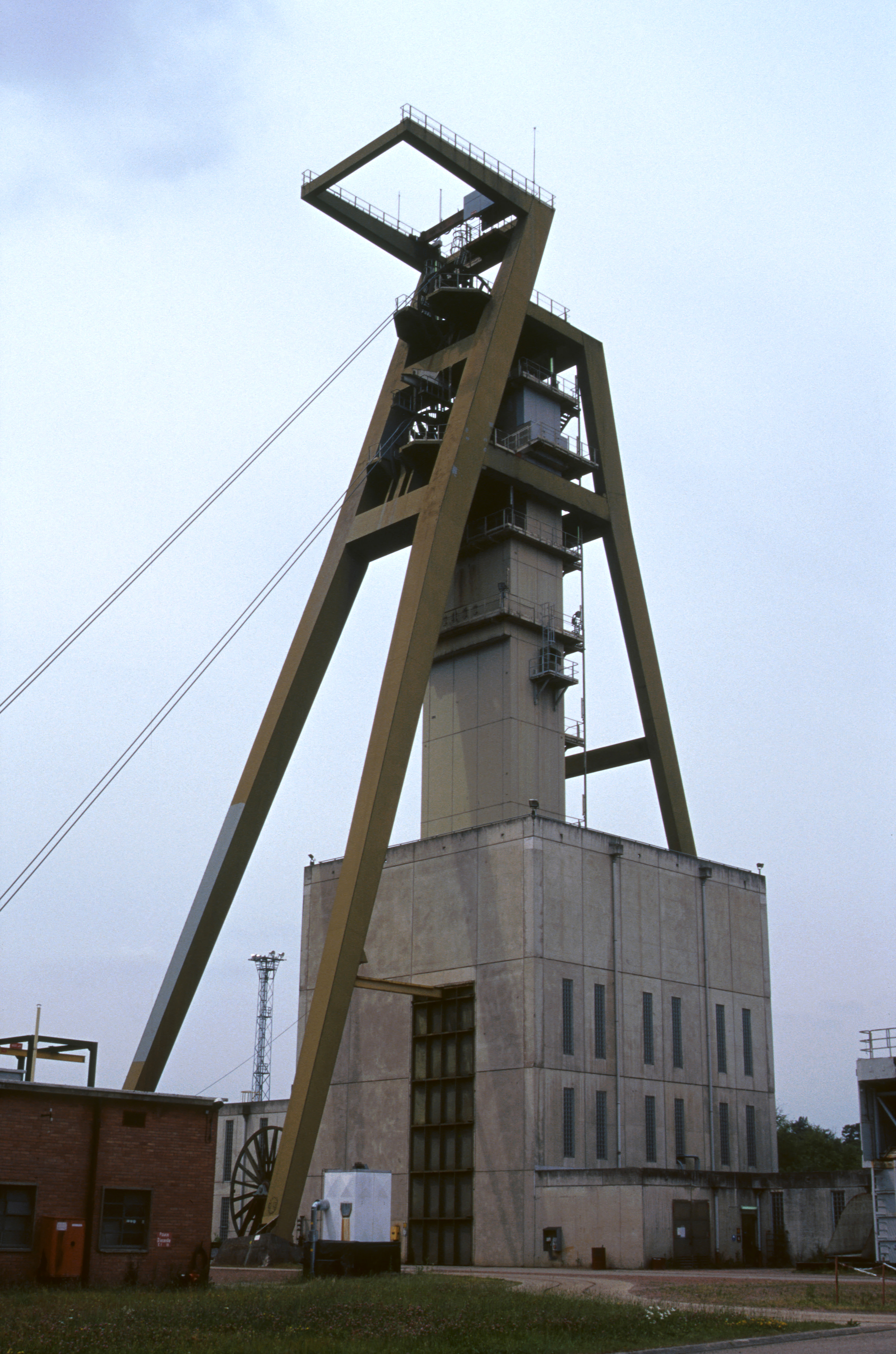
Förderturm der ehemaligen Zeche De Vernejoul

## Belege
1. ↑  Peter Paulin: Die Ortsnamenverdeutschung in Elsaß-Lothringen. In: Paul Langhans (Hrsg.): Dr. A. Petermanns Mitteilungen aus Justus Perthes Geographischer Anstalt. 62. Jahrgang. Justus Perthes, Gotha 1916, S. 127.
2. ↑   Wappenbeschreibung auf genealogie-lorraine.fr (französisch)